# IC 1048
IC 1048 је спирална галаксија у сазвјежђу Дјевица која се налази на листи објеката дубоког неба у Индекс каталогу.
Деклинација објекта је + 4° 53' 27" а ректасцензија 14h 42m 57,9s. Привидна величина (магнитуда) објекта IC 1048 износи 12,9 а фотографска магнитуда 13,8. Налази се на удаљености од 28,357 милиона парсека од Сунца. IC 1048 је још познат и под ознакама UGC 9483, MCG 1-37-51, CGCG 48-4, IRAS 14404+0506, PGC 52564.